# ふしぎな猫のまち メルティア
『ふしぎな猫のまち メルティア』（ふしぎなねこのまち メルティア）は、佐倉おりこによる日本の漫画作品。
『ちゃおプラス』（小学館）にて、2023年12月17日よりWeb連載されている。更新は第1・第3日曜日。略称は「猫メル」。

## あらすじ
ピンク色の猫の耳と尻尾を持つ少女モコは自分の名前以外の全ての記憶を失い、小さな街で倒れていた。気が付くと無人の部屋のベッドで寝ていて、辺りには置き手紙が置かれていた。置き手紙の主はカフェを経営している'マキアという人物で、「カフェKatze」に来るよう書かれていた。
回復して部屋から出るとそこは西洋のような建物とレンガで作られた街並み、家の周りには花々が植えられ、とりわけモコと同じような姿をしたひとたちだらけだったが構わずモコはカフェに向かい歩こうとするも行き先がわからず困惑。ところが手紙が突然魔法がかかったかのように飛び始め、追いかけ続けた先でカフェにたどり着き女店主マキアに事情を話す。マキアはこの街の名がメルティアというねこの街であること、カフェKatzeは迷い込んだねこの保護施設を兼ねており、モコのような境遇の小さいねこ＝子猫と暮らしておりここに住み込みで世話をしてほしいことを話した。頑張りますとモコは快く了承した。微笑むマキアはもうひとつモコに忠告した。「メルティアの外からでていかないこと」を。
こうして何もかも初めてだらけのモコはメルティアにてマキア達に助けられながら新しい生活が始まった。

## 登場キャラクター

### カフェKatzeに暮らす猫達
モコ
本作の主人公。ピンクのロングヘアーの猫の少女。元気で優しい性格で頑張り屋さんたが、好奇心旺盛がたまにキズで、マキアの注意を無視してよく失敗をしたりする。また困っていることが起きると放って置けず自分のことは構わず助けようと行動したり、心が傷つき威嚇する子猫に憶せず寄り添ってすぐに仲良くするなど誰かのために頑張りたいおせっかい気質でルコラ曰くほおっておけなくなるひとらしい。実はメルティアに来る以前の名前以外の記憶を失っている謎の多い人物。第7話キノコ狩りの際、おぼろげだがメルティアの外にいた記憶を思い出しており、殺風景な部屋で首輪を付けられ、虚ろな目をして暮らしていたことが判明した。
普段はカフェで働いている時のメイド服以外は白地にピンクのフリルのロリータ調の服装を纏っている。現在ルコラに憧れ、誰かの助けになりたいと思い、魔法の勉強をしている。実は誰かを守りたい等の強い感情を抱くとあらゆる怪我を癒す魔法を発揮する持ち主であることが発覚する。ただし物凄く体力を使うため、いざという時にしか使わないようナギに忠告された。
マキア
カフェKatzeの店主である女性の猫。モコをカフェへ導いた張本人。行き場のない子猫を保護して育てているみんなのお母さん的存在。ベージュのロングヘアーを一つ結びにしており、常に朗らかでおっとりしている。反面、星祭りの際自身のことを「欲張りな魔女」とシリアスに評しており、メルティアと自身のことに関して何かしらの秘密を抱えている。実際第13話にて結界魔法の使い手でメルティアに彼女の命と直結した結界を張っており、侵入者が来ると体調不良（高熱）になって倒れることが判明した。
はるちゃん
ツインテールの二つ結びの黒猫の子猫。最初にモコと仲良くなった猫。元気でおしゃべりな性格で他の子猫とも仲がいい。
ふぅちゃん
ストレートロングヘアの大人びた子猫。モコが来るまで彼女が庭仕事の担当だったが奪われて嫉妬していたが仲直りした。語尾に「〜です」とつける。かなり食いしん坊でゼリーの実が好物。
なーちゃん
短い茶髪の子猫。キノコ狩りの際に発見されボロ衣を纏い、フラフラの状態で保護された。警戒心を剥き出しにしていたが、モコに優しく諭されたことで心を開く。鼻が利くらしい。

### カフェKatzeのお客さん
ひめちゃん
三つ編みのツンデレな子猫。子猫の中で唯一の家族持ちでおばあさんと暮らしている。お菓子屋さんでお菓子を買いに行くも、モコが持ってきたかごを見つけうっかり入ってしまい、カフェまで運ばれてしまった。最初は迷子になったことを認めなかったが徐々にホームシックになり泣き出すも、モコに星空を見上げるよう言われ空の綺麗さに見惚れて心を開くようになった。帰宅以降、おばあさんの許しを得てカフェで通いで手伝うこととなった。上品な性格で語尾に「〜ですわ」とつける。
ルコラ
物を浮かせる魔法が使えるツインテールの黒髪の猫。常にゴスロリ調の服ととんがり頭の帽子を纏い、普段はほうきで空を飛んでいる。クールで大人びたツンデレな性格だが、何かとモコをほおっておけず助けていたりしているなど根は優しい。実はメルティアとは違う街の出身で、街から出る際妹から宝石花（スピネルフラワー）のブレスレットを貰っており大事にしている。大人猫を自称しているが実は尻尾がある子猫でありスカートで隠していることが判明した。19話にて隙を突かれモヤモヤさんに憑依されるがモコの魔法で撃退された。以降意識が戻らず眠っていたが、回復した。Katzeに空きがないため、スズの身元を引き受けることとなったが、元モヤモヤさんのためわだかまりが少し残っている。
ナギ
ボーイッシュな女性猫。魔法を使うことができる。
木の下で眠っているところをモコたちに発見されその後魔法でモコたちを翻弄するが、最終的にはモコたちと和解した。魔法の失敗で腕に火傷跡が残っていたがモコの治癒魔法で消滅した。
モヤモヤさん
黒い靄のような生物。マキアを苦しめた張本人。友達がいない寂しさからモコとルコラを襲うが、モコに優しく諭されたことで何処かへ消えていった。
しかし18話の終盤でカフェに侵入してしまい、19話ではモコに興味を抱いていたようで、Katzeに侵入ルコラに憑依した。以降ルコラの身体でモコと仲良くしようと街を散策していたが、モコがルコラの身体を返すよう諭すと、モコと友達じゃないのかと怒り、モコに対する執着心を見せ暴走した。しかしモコがルコラを救いたいと発動した魔法で憑依は解かれた。その後モヤモヤさんの姿はなく代わりに淡い金髪の猫の少女（後のスズ）が出現した。
スズ
常にぼーっとしていて、口数少なくミステリアスなモコより少し年下の猫の少女。ナギ曰くモコの魔法によって猫化したモヤモヤさんの可能性が高いと示唆されているが、その時の記憶を全て失っていた。ただしモコと友達というワードは覚えており特にモコと仲良くしているルコラに嫉妬心を表す。猫としての名前は花畑を散策した時に生えたスズランが由来。最初に現れた際は黒いワンピースを纏っていたがナギが連れてく際にはモノトーンのメルティアの服に着替えていた。

## 用語解説
メルティア
西洋のような街並みの小さな街。ここには虫以外の動物や人間がおらず、「猫」という女性のみの種族が暮らしている。大抵の猫は特性ごとに魔法を使うことができ、子猫は魔法を学ぶことで習得することができる。そのため車は存在せず移動手段にほうきを乗る猫もいる。街境は山にありマキアが猫以外の侵入者を察知する結界を貼っており、そこから先にあるところには行かないように忠告している。
猫（ねこ）
２対の猫耳（ただし人間の耳も存在）が付いた人型の女性のみの種族。子どもの猫には特徴として尻尾がついており、大人になると消えてしまう。大抵の大人の猫は特性によって様々な魔法を使う事ができるが、素質によって魔法は異なる。猫の擬人化かは不明。
ようせい
メルティアに住まうぷにぷにしたウサギ型の生命体。幸せな空気を吸って成長し、大きくなりすぎると爆発しようせいの分裂体と共に種や宝石を生み出す。大きく口を開けることがあるが、歯は全くなくはむると怪我を治してくれる。亜種にクマやねこが存在する。
星まつり
小型の星のランタンに願い事を書き浮かばせると願いが叶うメルティアの行事。
宝石花（スピネルフラワー）
ルコラが妹からもらったブレスレットの宝石の素の花。綺麗な群青色の5対の花弁を持つ花で、本来大切な人にお守りとして贈られる花だが崖の上に自生しており入手が困難。素人が取るには大変危険なため崖には近づかないようマキアから忠告されている。

## テーマソング
2023年12月24日、連載を記念して作者の佐倉おりこが歌うオリジナルテーマソング「はじめまして、世界！」のPVを公開。作詞・作曲は難波研が担当している。
2024年7月14日、単行本の第1巻の発売を記念して、同じく作者の佐倉おりこが歌うオリジナルテーマソング第2弾「ふしぎな街の、ものがたり。」のPVを公開。こちらも作詞・作曲は難波研が担当している。

## 書誌情報
- 佐倉おりこ『ふしぎな猫のまち メルティア』小学館〈ちゃおコミックス〉、既刊3巻（2025年6月26日現在）
  1. 2024年7月10日発売[3][6]、ISBN 978-4-09-872755-1
  2. 2024年11月26日発売[7]、ISBN 978-4-09-872872-5
  3. 2025年6月26日発売[8]、ISBN 978-4-09-873083-4

## コラボレート
2024年7月12日から7月28日まで東京都の「Cafe ASAN」とコラボレート。コラボカフェが実施されていた。